# Moomsteatern

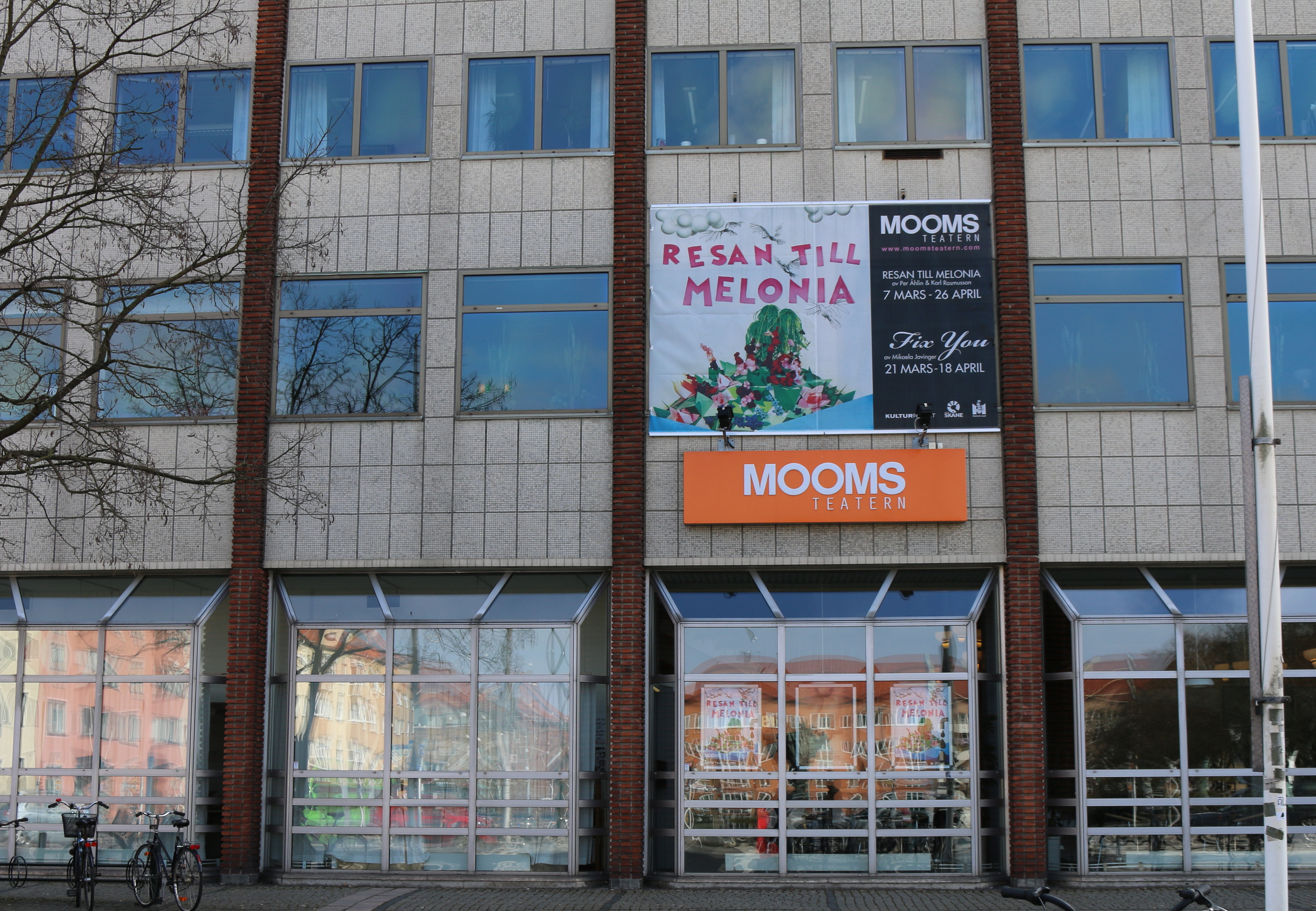
Moomsteatern i Malmö Folkets Hus.

Moomsteatern är en teatergrupp som har varit verksam i Malmö sedan år 1987, som till skillnad från andra teatergrupper har fast anställda, professionella skådespelare med intellektuella funktionsnedsättningar, och är därmed en av de ledande teatrarna i världen inom denna särskilda inriktning.
Stiftelsen Moomsteatern är en stiftelse med syfte att verka för professionell scenkonst och evenemang i jämställdhet mellan skådespelare med och utan funktionsnedsättning. Målet är att leda den konstnärliga utvecklingen inom scenkonsten i den egna nischen på en internationell nivå, med Sverige som primär arena. 
Teatern bildades 1987 på initiativ av Kjell Stjernholm, som har varit dess konstnärlige ledare och regissör fram till 2012. 1998 fick han mottaga Kvällspostens Thaliapris för sitt och teaterns arbete. Sedan våren 2012 är Per Törnqvist teaterns konstnärlige ledare och regissör och Suzanne Hellberg dess verksamhetsledare.
Moomsteatern blev 2007 medlemmar i Svensk Scenkonst. Samtliga skådespelare med utvecklingsstörning är medlemmar i Teaterförbundet och fortbildas av Teaterhögskolan i Malmö. De fast anställda skådespelarna är nu (2012) Gunilla Eriksson, Niclas Lendemar, Pierre Björkman och Ronnie Larsson. Vidare ingår skådespelarpraktikanterna Dennis Nilsson, Therese Kvist och Frida Andersson i ensemblen.

## Historia
Moomsteatern grundades 1987 i samarbete mellan Studieförbundet Vuxenskolan och Kjell Stjernholm med finansiering av Malmö stad. Projektets grund var att tillåta sig att enbart ha konstnärliga mål. Pedagogiska och terapeutiska målbeskrivningar och metoder blockerades effektivt. Framgången blev omedelbar. Moomsteatern drog redan 1988 upp riktlinjerna för vad som skulle kunna bli en fast heltidsensemble inom omsorgens ram. 1992 förverkligades den visionen. Moomsteatern fick egna repetitionslokaler, och hyrde årligen in sig som gäst hos andra teatrar för mötet med publiken. Tretton personer med utvecklingsstörning blev skådespelare på heltid, med krav om minst en årlig produktion. Moomsteatern var både en kommunal verksamhet inom LSS (Lagen om stöd och service) och ett teaterprojekt hos SV. Skådespelarna gick på samma villkor som alla andra inom omsorgen, förtidspension och flitpeng på 26 kronor om dagen. Samma år bröts det sista kvarvarande motståndet när Sydsvenskan som första tidning valde att recensera ”Paradiset t.o.r.”. Idag bevakas Moomsteatern av samtliga kulturredaktioner av betydelse.
Inför teaterns 10-årsjubileum 1997/98 valde skådespelarna att åka på turné till Australien och att göra en stor specialkomponerad musikteaterproduktion (”Den lilla människan”) tillsammans med Husets Kör. Moomsteatern slog för första gången institutionsteatrarnas publiksiffror för en produktion, med mer än 1000 personer i kö för biljetter vid säsongsavslutningen. Moomsteaterns internationella status etablerades och här hemma fick de Thalia-priset när det för första gången tilläts gå till någon utanför teaterinstitutionerna.
2003 slår Moomsteatern nytt världsrekord. Denna gången när det gäller storlek på en enstaka teaterproduktion baserad på skådespelare med utvecklingsstörning. ”Speciells Evangelium” (av K. Stjernholm, J-E Sääf och C. Bräck) hade 45 artister från 17 nationer på scen, mer än sjuttio anställda. Budgeten på 11,5 miljoner byggde på ett samarbete mellan Malmö stad, Svenska ESF-rådet, Allmänna Arvsfonden, Arbetsförmedlingen och Kulturrådet. Musikalen, där Jesus återföds med downs syndrom, blev en gigantisk framgång. Mer än 14.000 åskådare jublade. Integrationsprojektet blev också en framgång ur arbetsmarknadssynpunkt. I stort sett alla flyttade fram sina sysselsättningspositioner, en del till fasta jobb, andra till förstärkta möjligheter på frilansmarknaden. 
Alla? Nej, inte riktigt alla. I denna världsrekordsproduktion hade samtliga marknadsmässiga löner utom de tretton skådespelare med utvecklingsstörning som skapat plattformen för projektet. Medan alla andra uppbar lön, gick de fortfarande på 26 kronor om dagen. Här finns grunden för Moomsteaterns nya skepnad. Den skådespelare med utvecklingsstörning som klarar marknadsmässigt arbete med fullödig konstnärlig kvalitet ska ha lika lön för lika arbete. Moomsteatern avser att inte längre bidra till den diskriminering av människor med funktionsnedsättning som man vill motverka.

## Filmen om Moomsteatern
Våren 2002 hade filmen Kjelles Hjältar biopremiär och ett år senare premiär i SVT och då tillsammans med filmatiseringen av pjäsen När man får främmad, som då visades två dagar senare i SVT. Senare kunde den även lånas på stadsbiblioteken runt om i landet. Filmen är producerad av filmarna Johan Dernelius och Martin Assarson.
Filmen rör sig runt två axlar. Dels den kommande premiären på pjäsen Normalerna, en stor produktion med dans och musik, dels resan till Australien våren -97, där Moomsteatern ska spela upp Grisfarmen (George Orwell) och delta i olika workshops. In emellan får vi se intervjuer, med regissören och med de medverkande, samt en del tillbakablickar på hur det började en gång i tiden. 

## Repertoar
- Resan till Melonia (2015)
- Mannen utan riktning (2013-2014)
- Gökboet (2013)
- Jag vill få vara mamma (2012)
- Styra med tassar (2012)
- Lilla Asmodeus (2011)
- Lida (2011)
- Jag, Niclas (2011)
- Oz (2010)
- Compagnie of Strangers (2010)
- Möss & Människor (2009)
- Pajazzo (2009)
- Det måste ju va nåt som inte är fel (2008)
- Mitt i (P)lytet (2008)
- Featuring Pierre Björkman - solo on stage (2008)
- Bortbytingen (2008)
- Hamlätt (2007)
- Elefantmannen (2007)
- Finns det liv på Mars? (2006)
- Personligt (2006)
- Oliver, Stan och Farao (2006)
- Alice (2006)
- Ett sekel utan ord (2005)
- Leksaksfångarna (2003)
- Speciells evangelium (2003)
- Djungelboken (2002)
- När man får främmad (2001)
- Knastahuet & mänskligheten (2001)
- Ensamheter (2000)
- Sådan far, sådan son (2000)
- Normalerna (1999)
- Den lilla människan (1998)
- Grisfarmen (1996)
- Jag vill ha månen (1995)
- Trean, tuppen och trollkarlen (1995)
- Meningen med livet (1994)
- Livet utan kaffe (1993)
- Paradiset tur och retur (1992)
- Den jourhavande golfspelaren (1991)
- Charlie och jag (1990)
- Liv (1989)
- Drömmar (1988)